# بيتي فارينغتون
بيتي فارينغتون (بالإنجليزية: Betty Farrington)‏ هي ممثلة أمريكية، ولدت في 14 مايو 1898 بكانساس سيتي في الولايات المتحدة، وتوفيت في 3 فبراير 1989 بسان دييغو في الولايات المتحدة.

## وصلات خارجية
- بيتي فارينغتون على موقع IMDb (الإنجليزية)
- بيتي فارينغتون على موقع تيرنر كلاسيك موفيز (الإنجليزية)
- بيتي فارينغتون على موقع أول موفي (الإنجليزية)
- بيتي فارينغتون على موقع قاعدة بيانات الأفلام السويدية (السويدية)
- بيتي فارينغتون على موقع قاعدة بيانات الفيلم (الإنجليزية)
- بيتي فارينغتون على موقع كينوبويسك (الروسية)